# Cot Lampoh Soh
Cot Lampoh Soh is een bestuurslaag in het regentschap Aceh Besar van de provincie Atjeh, Indonesië. Cot Lampoh Soh telt 182 inwoners (volkstelling 2010).